# Breuilh (Briance)
Die Breuilh ist ein Fluss in Frankreich, der im Département Haute-Vienne in der Region Nouvelle-Aquitaine verläuft. Sie entspringt im südlichen Gemeindegebiet von Saint-Priest-Ligoure, entwässert generell in nördlicher Richtung durch die Landschaft des Limousin und mündet nach rund 19 Kilometern im Gemeindegebiet von Pierre-Buffière als linker Nebenfluss in die Briance.

## Orte am Fluss
(Reihenfolge in Fließrichtung)
- Violeizeix, Gemeinde Saint-Priest-Ligoure
- Château-Chervix
- Vicq-sur-Breuilh
- Pierre-Buffière